# Pristimantis luscombei
Espèce
Synonymes
- Eleutherodactylus luscombei Duellman & Mendelson, 1995
- Pristimantis achuar Elmer & Cannatella, 2008

Statut de conservation UICN

 DD  : Données insuffisantes
Pristimantis luscombei est une espèce d'amphibiens de la famille des Craugastoridae.

## Répartition
Cette espèce se rencontre :
- en Équateur dans les provinces d'Orellana et de Pastaza ;
- au Pérou dans les régions de Loreto et d'Amazonas ;
- au Brésil en Acre à Cruzeiro do Sul.

## Description
Les mâles mesurent de 17,7 à 21,3 mm et les femelles de 23,1 à 27,9 mm.

## Taxinomie
L'espèce Pristimantis achuar a été placée en synonymie avec Pristimantis luscombei par Ortego-Andrade et Venegas en 2014.

## Étymologie
Cette espèce est nommée en l'honneur de Bruce Anthony Luscombe, président de l'Asociacion de Ecologia y Conservacion (ECCO).

## Publication originale
- Duellman & Mendelson, 1995 : Amphibians and reptiles from northern Departamento Loreto, Peru: taxonomy and biogeography. University of Kansas Science Bulletin, vol. 55, no 10, p. 329-376 (texte intégral).